# Markus Dederich
Markus Dederich (* 8. Juni 1960 in Winnipeg, Kanada) ist ein deutscher Erziehungswissenschaftler und Heilpädagoge. Er lehrt als Professor an der Universität zu Köln und ist Verfasser der ersten deutschsprachigen Einführung in die Disability Studies.

## Werdegang
Dederich wuchs bis zu seinem zwölften Lebensjahr in Winnipeg, São Paulo und Recife auf und zog dann mit seinen Eltern nach Bonn um. An der dortigen Universität studierte er von 1980 bis 1987 Soziologie, Musikwissenschaft und Philosophie. Anschließend arbeitete er von 1988 bis 2001 als wissenschaftlicher Mitarbeiter am Seminar für Geistigbehindertenpädagogik der Universität zu Köln. Während dieser Zeit wurde er 1996 von der Universität Oldenburg, Fachbereich Ästhetik und Kommunikation, promoviert. Am Fritz-Perls-Institut in Düsseldorf absolvierte er zudem eine berufsbegleitende Ausbildung zum Klinischen Musiktherapeuten und war in verschiedenen sonderpädagogischen Praxisfeldern tätig.
Dederich wurde an der Universität zu Köln 2001 im Fach Allgemeine Pädagogik habilitiert. Darauf folgten Vertretungsprofessuren für Geistigbehindertenpädagogik an der Universität Würzburg und für Allgemeine Heilpädagogik an der Kölner Universität. Von 2002 bis 2011 war er Professor für Theorie der Rehabilitation und Pädagogik bei Behinderung an der Fakultät Rehabilitationswissenschaften der TU Dortmund. Seit dem 1. Oktober 2011 ist Dederich Professor an der Universität Köln. Sein Lehrstuhl hat die Denomination Allgemeine Heilpädagogik – Theorie der Heilpädagogik und Rehabilitation.

## Schriften (Auswahl)
- In den Ordnungen des Leibes. Zur Anthropologie und Pädagogik von Hugo Kükelhaus. Münster; New York: Waxmann, 1996 (zugleich Dissertation 1995), ISBN 3-89325-400-5
- Behinderung – Medizin – Ethik. Behindertenpädagogische Reflexionen zu Grenzsituationen am Anfang und Ende des Lebens. Klinkhardt, Bad Heilbrunn/Obb. 2000, ISBN 3-7815-1092-1
- Menschen mit Behinderung zwischen Ausschluss und Anerkennung. Klinkhardt, Bad Heilbrunn/Obb. 2001, ISBN 3-7815-1168-5
- Körper, Kultur und Behinderung. Eine Einführung in die disability studies. Transcript, Bielefeld 2007, ISBN 978-3-89942-641-0
- Philosophie in der Heil- und Sonderpädagogik. Kohlhammer, Stuttgart 2013, ISBN 978-3-17-023046-0.
- Vulnerabilität. Pädagogische Herausforderungen. (mit Daniel Burghardt, Nadine Dziabel, Thomas Höhne, Diana Lohwasser, Robert Stöhr und Jörg Zirfas), Kohlhammer, Stuttgart 2017, ISBN 978-3-17-030175-7.
- Schlüsselwerke der Vulnerabilitätsforschung. (mit Robert Stöhr, Diana Lohwasser, Juliane Noack Napoles, Daniel Burghardt, Nadine Dziabel, Moriz Krebs und Jörg Zirfas), VS Verlag, Wiesbaden 2019, ISBN 978-3-658-20305-4.